# Frutose-1,6-bisfosfato
Frutose-1,6-bisfosfato é um açúcar frutose fosforilado nos carbonos 1 e 6 (i.e. é um frutosefosfato). A forma β-D deste composto é muito comum em células. A grande maioria da glicose que entra numa célula irá ser convertida a frutose-1,6-bisfosfato em algum ponto.

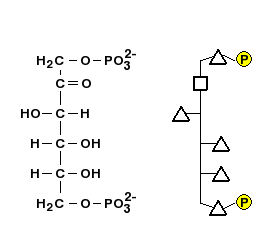
Estrutura da frutose 1,6-bifosfato mostrada utilizando projeção de Fischer, à esquerda, e modelo poligonal, à direita.

## Frutose-1,6-bisfosfato na glicólise
Frutose-1,6-fosfato atua na rota metabólica da glicólise e é produzida por fosforilação do frutose-6-fosfato. Este é então desdobrado em dois compostos; gliceraldeído-3-fosfato e diidroxiacetona fosfato. É um ativador alostérico da piruvato quinase.

## Isomerismo do frutose-1,6-fosfato
Frutose-1,6-fosfato tem somente um isômero biologicamente ativo, a forma β-D. Há muitos outros isômeros, análogos a estes de frutose.